# Nappytabs

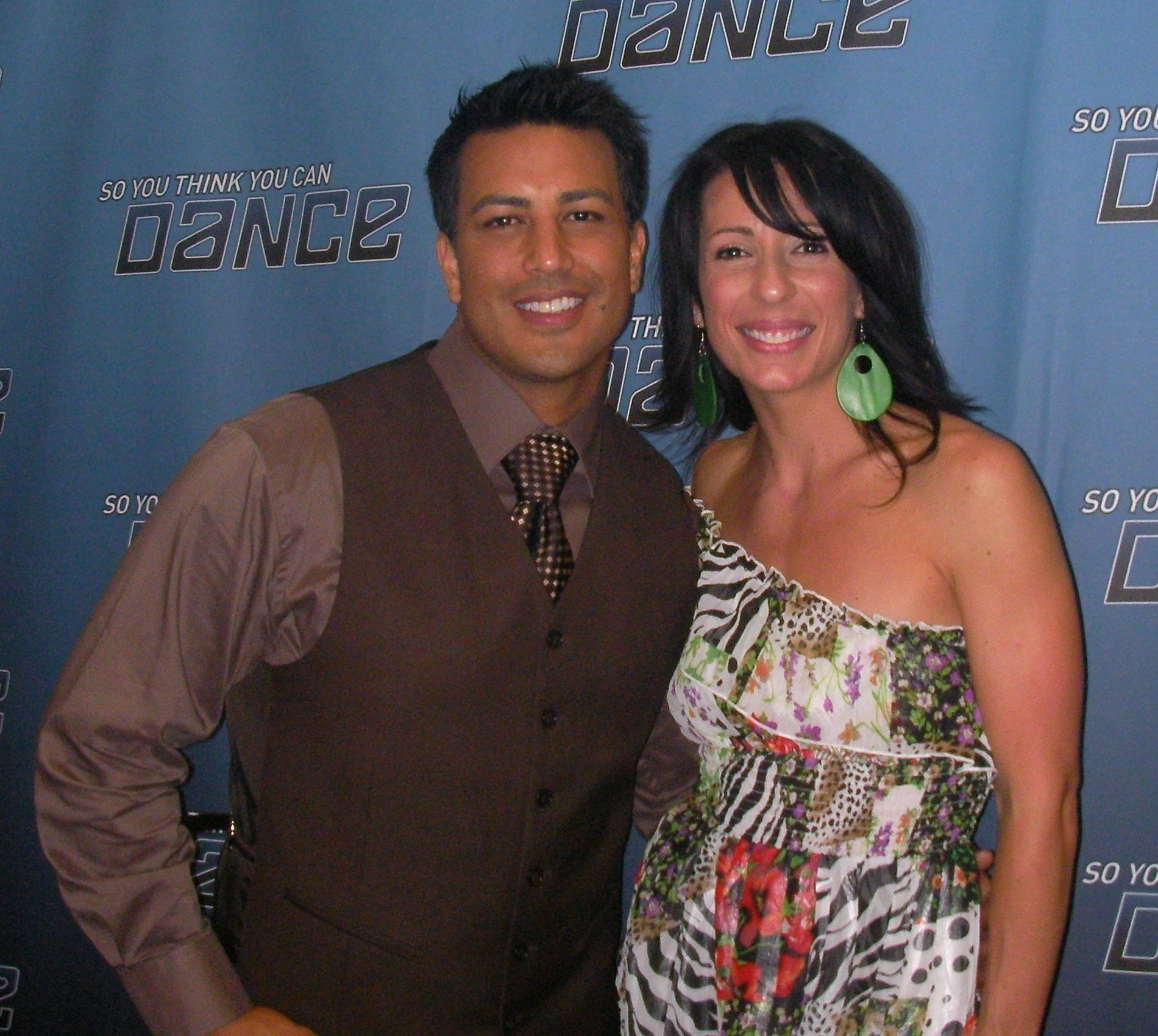

Nappytabs — дует американських хореографів у складі Наполеона Бадді Д'умо (англ. Napoleon Buddy D'umo, * 16 жовтня 1968) та Табіти А. Д'умо (англ. Tabitha A. D'umo, народжена Cortopassi, * 11 вересня 1973), які вважаються засновниками нового напрямку в хіп-хопі - ліричного хіп-хопу. 
Пара відома постановками в талант-шоу So You Think You Can Dance. 
2009 - були номіновані на премію «Еммі». 
2010 - як хореографи взяли участь в українському талант-шоу «Танцюють всі!». 